# چشمه سفید (همایجان)
چشمه سفید یک روستا در ایران است که در دهستان سرناباد شهرستان سپیدان واقع شده‌است. چشمه سفید ۱۷۹ نفر جمعیت دارد.